# Försäkringsbranschen i Sverige

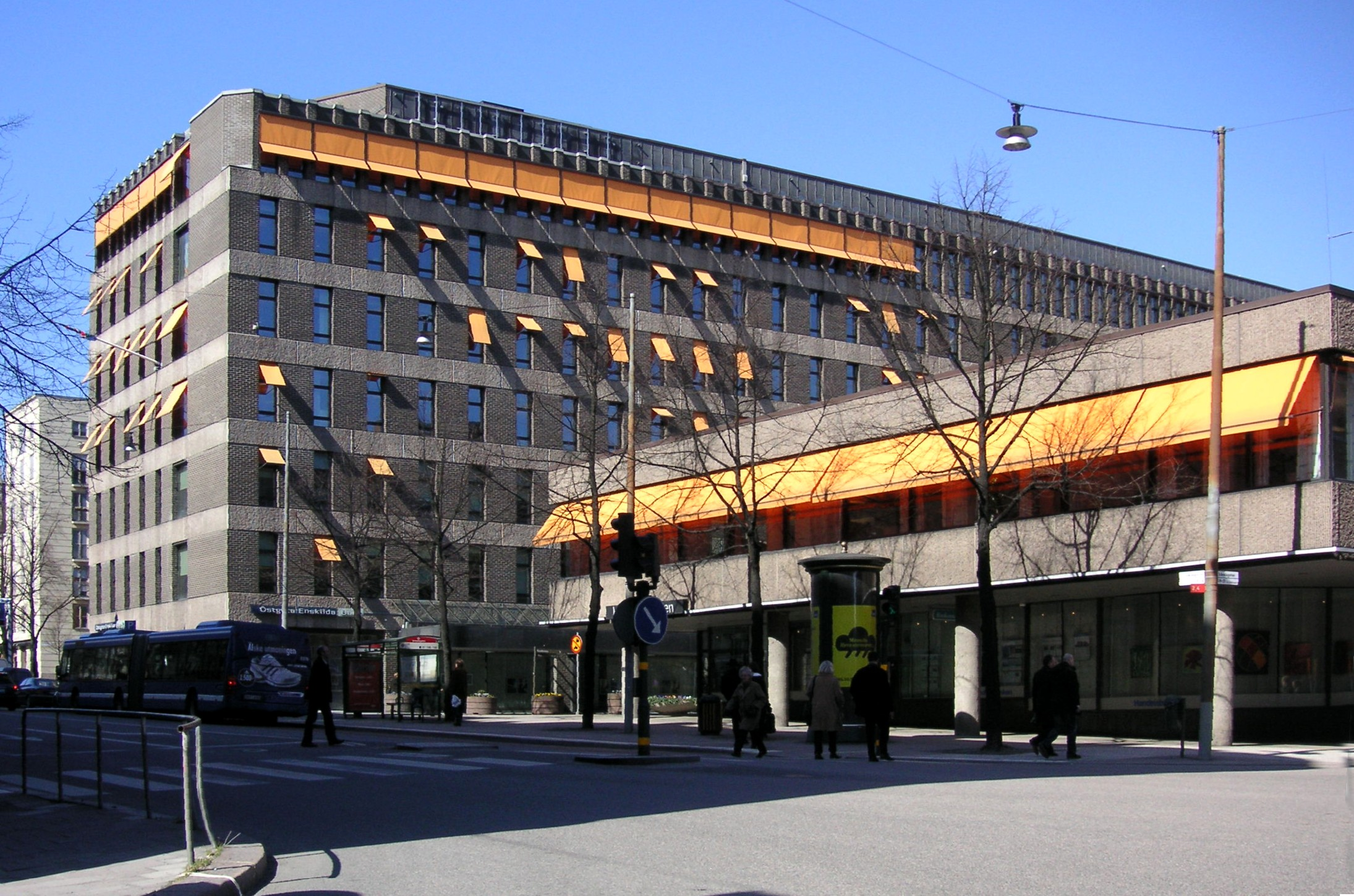
Trygg-Hansas tidigare huvudkontor vid Fleminggatan i Stockholm.

Försäkringsbranschen i Sverige innefattar 440 försäkringsbolag och cirka 20 000 anställda. De flesta av dessa försäkringsbolag utgörs av små lokala aktörer och interna försäkringsbolag i landets största koncerner. Försäkringsbranschen fyller en viktig del i samhället, dels genom den grundläggande funktionen att individer ges möjlighet att, mot en kostnad, dela på risker och dels på grund av att den fungerar som finansieringskälla för näringslivet.

## Försäkringsmarknaden i Sverige
Det erbjuds en mängd olika försäkringar i Sverige idag och vanligen delar man in marknaden i livförsäkringar och sakförsäkringar. Vidare kan sakförsäkringsmarknaden indelas ytterligare i exempelvis fordons-, rese-, hemförsäkringar m.m. På samma sätt kan livförsäkringsmarknaden delas in i fondförsäkringar och traditionella försäkringar. Under 2011 fördelade sig premieinkomsterna för försäkringar i Sverige enligt tabellen nedan:
| Försäkringstyp        | Premieinkomst (andel av total) |
| --------------------- | ------------------------------ |
| Motor                 | 24%                            |
| Företag och fastighet | 23%                            |
| Hem och villa         | 21%                            |
| Trafik                | 14%                            |
| Sjuk- och olycksfall  | 11%                            |
| Husdjur               | 4%                             |
| Övrigt                | 2%                             |

## Livförsäkringar
Livförsäkring innebär att en person, eller dennes efterlevande, erhåller ersättning vid skada, dödsfall eller när man går i pension. De huvudsakliga produkter som erbjuds på den svenska livförsäkringsmarknaden idag är tjänstepension, privat försäkring och kapitalförsäkring. Sammanlagt uppgick premieinkomsterna för livförsäkringar i Sverige under 2011 till 207 miljarder kronor. 
De största aktörerna på marknaden för livförsäkringar i Sverige 2011 var:  
| Försäkringsbolag    | Premieinkomst (andel av total) |
| ------------------- | ------------------------------ |
| Skandia             | 13%                            |
| Alecta              | 12%                            |
| SEB Trygg Liv       | 9%                             |
| Folksam             | 9%                             |
| AMF Pension         | 9%                             |
| Swedbank Försäkring | 8%                             |
| Avanza              | 7%                             |
| Länsförsäkringar    | 6%                             |
| Nordea Liv          | 6%                             |
| Nordnet             | 6%                             |
| Övriga              | 14%                            |

## Sakförsäkringar
Premieinkomsterna för sakförsäkringsbolagen, eller skadeförsäkringsbolagen som de också benämns, i Sverige 2011 uppgick till 66 miljarder kronor. Sakförsäkringar fyller de funktionen att de ger innehavaren, eller tredje man i de fallen innehavaren vållat skadan, ersättning vid skada. 
De största aktörerna på marknaden för sakförsäkringar i Sverige är som följer:  
| Försäkringsbolag   | Premieinkomst (andel av total) |
| ------------------ | ------------------------------ |
| Länsförsäkringar   | 31%                            |
| If Skadeförsäkring | 18%                            |
| Trygg-Hansa        | 17%                            |
| Folksam            | 16%                            |
| Dina Försäkringar  | 3%                             |
| Övriga             | 15%                            |

## Försäkringsbolag

### Dina försäkringar
- Dina försäkringar

### Folksam
- Folksam
  - Ömsesidiga Brandförsäkringsföreningen Samarbete
  - Sveriges Praktiska Livförsäkringsförening
  - Försäkringsaktiebolaget Leire
  - Försäkringsanstalten Välfärden
  - Försäkringsbolaget Tre Kronor

### Hedvig
- Hedvig Försäkring

### If Skadeförsäkring
- If Skadeförsäkring
  - Skandia (sakförsäkringsrörelse)
  - Storebrand (sakförsäkringsrörelse)
  - Sampo (sakförsäkringsrörelse)

### Länsförsäkringar
- Länsförsäkringar
  - Agria
  - Wasa (försäkringsbolag)
    - Vegete
    - Valand
    - Allmänna Brand
    - Skånska Brand

  - Länsförsäkringar
    - Dalarnas Försäkringsbolag
    - Länsförsäkringar Kronoberg
    - Länsförsäkringar Älvsborg
    - Länsförsäkringar Bergslagen
    - Länsförsäkringar Blekinge
    - Länsförsäkringar Gävleborg
    - Länsförsäkringar Göinge-Kristianstad
    - Länsförsäkringar Göteborg och Bohuslän
    - Länsförsäkringar Gotland
    - Länsförsäkringar Halland
    - Länsförsäkringar Jämtland
    - Länsförsäkringar Jönköping
    - Länsförsäkringar Kalmar län
    - Länsförsäkringar Norrbotten
    - Länsförsäkringar Östgöta
    - Länsförsäkringar Skåne
    - Länsförsäkringar Skaraborg
    - Länsförsäkringar Södermanland
    - Länsförsäkringar Stockholm
    - Länsförsäkringar Uppsala
    - Länsförsäkringar Värmland
    - Länsförsäkringar Västerbotten
    - Länsförsäkringar Västernorrland

### Moderna Försäkringar
- Moderna Försäkringar
  - Atlantica (försäkringsbolag)
  - Bilsport & Mc Specialförsäkring

### Movestic Liv & Pension
- Movestic Liv & Pension

### Skandia
- Skandia
  - Försäkringsaktiebolaget Skandia
  - Lifförsäkrings AB Thule
    - Försäkrings AB Brand-Victoria
    - Försäkrings AB Norrland
    - Försäkrings AB Skandinavien
    - Brandförsäkrings AB Fenix
      - Försäkrings AB Heimdall
      - Försäkrings AB Nordisk Yacht

  - Försäkrings AB Svea-Nornan
    - Försäkrings AB Svea-Nornan
    - Brand- och lifförsäkrings AB Svea
      - Försäkringsaktiebolaget Ocean
      - Sjöförsäkringsaktiebolaget Gauthiod
      - Sveriges Allmänna Sjöförsäkrings aktiebolag
      - Försäkringsaktiebolaget Sjöassurans Kompaniet
      - Försäkringsaktiebolaget Amphion
      - Återförsäkringsaktiebolaget Union

### Sveland Djurförsäkringar
- Sveland Djurförsäkringar

### Trygg-Hansa
- Trygg-Hansa
  - Städernas Allmänna Brandstodsbolag
    - Hansa Försäkrings AB

  - Svenska Lifförsäkringsbolaget Trygg